# Willis Forko
Willis Forko (ur. 12 listopada 1983 w Monrovii, zm. 8 listopada 2021 w Houston) – liberyjsko-amerykański piłkarz występujący na pozycji obrońcy. Reprezentant Liberii.
Urodził się w Liberii, ale jego rodzina przeniosła się do Teksasu, gdy miał 3 lata.
Na początku swojej kariery grał w zespole Uniwersytetu Południowej Karoliny, później zaś w reprezentacji University of Connecticut, w której rozegrał 65 meczów, zaliczając 3 gole i 15 asyst.
W 2006 roku został przyjęty do klubu Real Salt Lake, zaś 24 marca 2008 dołączył do Bodø/Glimt.